# Спороношение
Спороношение — процесс размножения грибов с помощью спор. Подразделяется на бесполое и половое.

## Бесполое спороношение
При бесполом спороношении споры образуются без полового процесса. Споры обычно образуются эндогенно — в спорангиях, или экзогенно — в конидиях.

## Половое спороношение
При половом спороношении споры образуются в результате полового процесса — изогамии, гетерогамии, оогамии, зигогамии.